# 飢餓的鯊魚：進化
《飢餓的鯊魚：進化》是一種由控制鯊魚來捕獵的遊戲。遊戲由FGOL公司（Future Games Of London）開發。飢餓的鯊魚系列分為四部：1代至3代為Tilt（重力感應）控制模式，在4代進化版新加入了觸碰控制模式，即用手指拖動屏幕來使鯊魚移動。在移動時觸碰屏幕可以加速，不過加速效果用盡時需要時間來恢復（自動恢復，不需要靠捕食來恢復）。遊戲中血量會不停的減少，可以透過捕食而增加血量(不同鲨鱼減少速度与總血量相关)
,若被其他有攻擊性的物體攻擊則會扣血。屏幕分為3部分：左上角為分數和、生存時間和任務，右上角為血量（綠色）和加速效果（紅色），還會顯示現在擁有的金錢和寶石（Gems），左下腳為地圖(需要消耗2000遊戲金幣來購買)。遊戲中有些魚是金色的，捕食此種魚可增加金幣，或是完成任務也可增加金幣，寶石則需捕食寶石魚（Gem Fish）或用特定方式來獲得。金錢用於購買基本的道具和鯊魚，而寶石用於購買更強的道具，和免去金錢而直接解鎖新的鯊魚，亦可藉由消耗寶石來使死亡的鯊魚復活。

## 玩法
在本遊戲中目前的最新版本共有12種鯊魚。一開始只能有一隻，上一隻升到10級後即可購買下一隻鯊魚。下一隻鯊魚的血量，吃魚的速率，衝刺值往往比上一隻強，也可以吃掉增加幾種上一隻鯊魚無法捕食的食物，唯一不變的是扣血的速度一樣。